# ولاية ثمريت
ولاية ثمريت إحدى الولايات العمانية في محافظة ظفار.

## المناخ
يظهر الجدول التالي التغييرات المناخية على مدار السنة لولاية ثمريت:
| البيانات المناخية لـولاية ثمريت   | البيانات المناخية لـولاية ثمريت | البيانات المناخية لـولاية ثمريت | البيانات المناخية لـولاية ثمريت | البيانات المناخية لـولاية ثمريت | البيانات المناخية لـولاية ثمريت | البيانات المناخية لـولاية ثمريت | البيانات المناخية لـولاية ثمريت | البيانات المناخية لـولاية ثمريت | البيانات المناخية لـولاية ثمريت | البيانات المناخية لـولاية ثمريت | البيانات المناخية لـولاية ثمريت | البيانات المناخية لـولاية ثمريت | البيانات المناخية لـولاية ثمريت |
| الشهر                             | يناير                           | فبراير                          | مارس                            | أبريل                           | مايو                            | يونيو                           | يوليو                           | أغسطس                           | سبتمبر                          | أكتوبر                          | نوفمبر                          | ديسمبر                          | المعدل السنوي                   |
| --------------------------------- | ------------------------------- | ------------------------------- | ------------------------------- | ------------------------------- | ------------------------------- | ------------------------------- | ------------------------------- | ------------------------------- | ------------------------------- | ------------------------------- | ------------------------------- | ------------------------------- | ------------------------------- |
| الدرجة القصوى °م (°ف)             | 32.6 (90.7)                     | 35.0 (95.0)                     | 38.6 (101.5)                    | 41.0 (105.8)                    | 43.6 (110.5)                    | 45.4 (113.7)                    | 45.0 (113.0)                    | 46.0 (114.8)                    | 43.8 (110.8)                    | 40.0 (104.0)                    | 34.4 (93.9)                     | 32.0 (89.6)                     | 46.0 (114.8)                    |
| متوسط درجة الحرارة الكبرى °م (°ف) | 25.7 (78.3)                     | 28.1 (82.6)                     | 32.3 (90.1)                     | 36.0 (96.8)                     | 39.2 (102.6)                    | 40.6 (105.1)                    | 37.1 (98.8)                     | 38.2 (100.8)                    | 37.6 (99.7)                     | 34.7 (94.5)                     | 30.2 (86.4)                     | 26.1 (79.0)                     | 33.8 (92.9)                     |
| المتوسط اليومي °م (°ف)            | 18.6 (65.5)                     | 21.1 (70.0)                     | 24.7 (76.5)                     | 28.2 (82.8)                     | 31.3 (88.3)                     | 32.3 (90.1)                     | 29.2 (84.6)                     | 29.4 (84.9)                     | 29.0 (84.2)                     | 26.7 (80.1)                     | 23.0 (73.4)                     | 19.5 (67.1)                     | 26.1 (79.0)                     |
| متوسط درجة الحرارة الصغرى °م (°ف) | 10.8 (51.4)                     | 14.1 (57.4)                     | 17.3 (63.1)                     | 20.6 (69.1)                     | 23.2 (73.8)                     | 24.9 (76.8)                     | 23.9 (75.0)                     | 23.3 (73.9)                     | 21.8 (71.2)                     | 18.4 (65.1)                     | 14.7 (58.5)                     | 12.0 (53.6)                     | 18.8 (65.7)                     |
| أدنى درجة حرارة °م (°ف)           | 1.6 (34.9)                      | 5.8 (42.4)                      | 8.7 (47.7)                      | 14.1 (57.4)                     | 16.6 (61.9)                     | 21.2 (70.2)                     | 21.2 (70.2)                     | 19.5 (67.1)                     | 17.1 (62.8)                     | 12.0 (53.6)                     | 9.0 (48.2)                      | 5.0 (41.0)                      | 1.6 (34.9)                      |
| الهطول مم (إنش)                   | 0.7 (0.03)                      | 8.3 (0.33)                      | 17.1 (0.67)                     | 11.4 (0.45)                     | 0.0 (0.0)                       | 11.6 (0.46)                     | 0.1 (0.00)                      | 5.2 (0.20)                      | 0.0 (0.0)                       | 0.0 (0.0)                       | 0.0 (0.0)                       | 0.6 (0.02)                      | 55 (2.16)                       |
| متوسط الرطوبة النسبية (%)         | 54                              | 53                              | 46                              | 41                              | 43                              | 44                              | 63                              | 58                              | 51                              | 41                              | 47                              | 54                              | 50                              |
| المصدر: NOAA (1980-1990)          |                                 |                                 |                                 |                                 |                                 |                                 |                                 |                                 |                                 |                                 |                                 |                                 |                                 |